# Efecto proximidad
El efecto proximidad o  se produce en la captación de sonido, si se usa un micrófono de gradiente de presión con una fuente sonora muy próxima. El efecto consiste en un reforzamiento de los graves.
De por sí, en los micrófonos de gradiente de presión (con diagrama bipolar), las bajas frecuencias ya se ven reforzadas por el desfase (interferencia constructiva) producido entre las ondas sonoras que llegan por la parte frontal de su diafragma, con respecto a las ondas sonoras que llegan por la parte posterior del mismo (que tardan más en llegar al recorrer un mayor camino).
A este comportamiento general de los micros de gradiente de presión, hay que sumarle el hecho, de que cuando la fuente sonora está próxima, como hay menos recorrido, el desfase es menor, pero, como contrapartida, se produce una menor diferencia en los cambios de presión sonora. El menor nivel de fluctuación de la presión sonora produce que la respuesta en frecuencia de la señal de salida se refuerce en la zona de los graves.
Si se incrementa la distancia, los cambios en el nivel de presión sonora ya no es tan influyente y la señal de salida sólo refleja el retardo (desfase) entre las ondas que iniciden en su parte delantera, con respecto a las que inciden en su parte posterior. Como hemos visto también tienden hacia la zona de los graves, pero en menor medida.